# Astrocaryum chambira
Espèce
Astrocaryum chambira est une espèce de palmiers à feuilles pennées.